# Ponta Delgada (São Miguel)
Ponta Delgada is een stad en gemeente op het eiland São Miguel in het Portugese autonome gebied en eilandengroep Azoren.
De gemeente heeft een totale oppervlakte van 234 km² en telde 68.809 inwoners in 2011.
Belangrijke gebouwen in de stad zijn het fort van São Brás en de Igreja Matriz de São Sebastião; de hoofdkerk. Topattractie in Ponta Delgada is de boulevard, de plaats waar de lokale bevolking afspreekt en waar men een uitzicht heeft over het havenhoofd, de overkomende vliegtuigen en bij helder weer de (niet-actieve) vulkaan Do Fogo. Verder bezit Ponta Delgada een paar winkelcentra waarvan Parque Atlântico het bekendste is.

## Sport
CD Santa Clara is de betaaldvoetbalclub van Ponta Delgada.

## Geboren
- Pedro Pauleta (28 april 1973), voetballer
- Emanuel Pessanha (6 augustus 1955), fadozanger

## Plaatsen (freguesias)
- Ajuda da Bretanha
- Arrifes
- Candelária
- Capelas
- Covoada
- Fajã de Baixo
- Fajã de Cima
- Fenais da Luz
- Feteiras
- Ginetes
- Livramento
- Mosteiros
- Pilar da Bretanha
- Relva
- Remédios
- Santa Bárbara
- Santa Clara
- Santo António
- São José
- São Pedro
- São Roque
- São Sebastião
- São Vicente Ferreira
- Sete Cidades